# Paweł Kaczmarski
Paweł Kaczmarski (ur. 1991) – polski krytyk literacki, redaktor, tłumacz. Związany z Uniwersytetem Wrocławskim. Członek redakcji czasopisma naukowego „Praktyka Teoretyczna”. Redaktor 8. Arkusza „Odry”, młodopoetyckiego dodatku do miesięcznika „Odra”.
Zajmuje się przede wszystkim polską poezją współczesną oraz społeczno-politycznym wymiarem literatury. Zredagował (wraz z Martą Koronkiewicz) antologię młodej polskiej poezji „Zebrało się śliny” (2016). Teksty krytyczne publikował m.in. w „FA-arcie”, „Odrze”, „Nowym Obywatelu”, „Małym Formacie”, „Arteriach”, „Dwutygodniku”, „Tygodniku Powszechnym”, „Nowym Napisie”. 
W latach 2014–2015 dyrektor programowy Międzynarodowego Festiwalu Młodej Poezji „Mikrofestiwal”.
Współtłumacz książek:
- Guy Standing: Prekariat. Nowa niebezpieczna klasa. Warszawa: PWN, 2014. Brak numerów stron w książce[15]
- Guy Standing: Karta prekariatu. Warszawa: PWN, 2015. Brak numerów stron w książce[16]
- Guy Standing: Dochód podstawowy. Jak sprawić, żeby się udało?. Krytyka Polityczna, 2021. Brak numerów stron w książce[17]

W 2015 i 2016 roku nominowany do WARTO – nagrody kulturalnej Gazety Wyborczej – Wrocław. Laureat Nagrody im. Adama Włodka za rok 2020.

## Publikacje
- Wysoka łączliwość. Szkice o poezji współczesnej[21][22]. Fundacja im. Tymoteusza Karpowicza. Wrocław 2018, ISBN 978-83-949583-2-9
- Oporne komunikaty. Strategie znaczenia w poezji współczesnej. SPP w Łodzi & Instytut Literatury. Łódź-Kraków 2021. ISBN 978-83-6717-000-0

Redakcje książek:
- Tajne bankiety. Poznań: WBPiCAK, 2014. ISBN 978-83-64504-24-2. Brak numerów stron w książce (red. P. Kaczmarski, M. Koronkiewicz, P. Mackiewicz, J. Orska, J. Skurtys)
- Dariusz Sośnicki: Wysokie ogniska. Poznań: WBPiCAK, 2014. ISBN 978-83-64504-01-3. Brak numerów stron w książce (wybór i posłowie)
- Zebrało się śliny. Stronie Śląskie: Biuro Literackie, 2016. ISBN 978-83-65125-35-4. Brak numerów stron w książce  (red. P. Kaczmarski, M. Koronkiewicz)
- Jerzy Jarniewicz: Sankcje. Stronie Śląskie: Biuro Literackie, 2018. ISBN 978-83-651-2519-4. Brak numerów stron w książce (wybór i posłowie P. Kaczmarski, M. Koronkiewicz)
- Szczepan Kopyt: Wypisy dla klas pracujących. Poznań: WBPiCAK, 2017. ISBN 978-83-64735-20-2. Brak numerów stron w książce (wybór i posłowie)